# Irēna Kucina

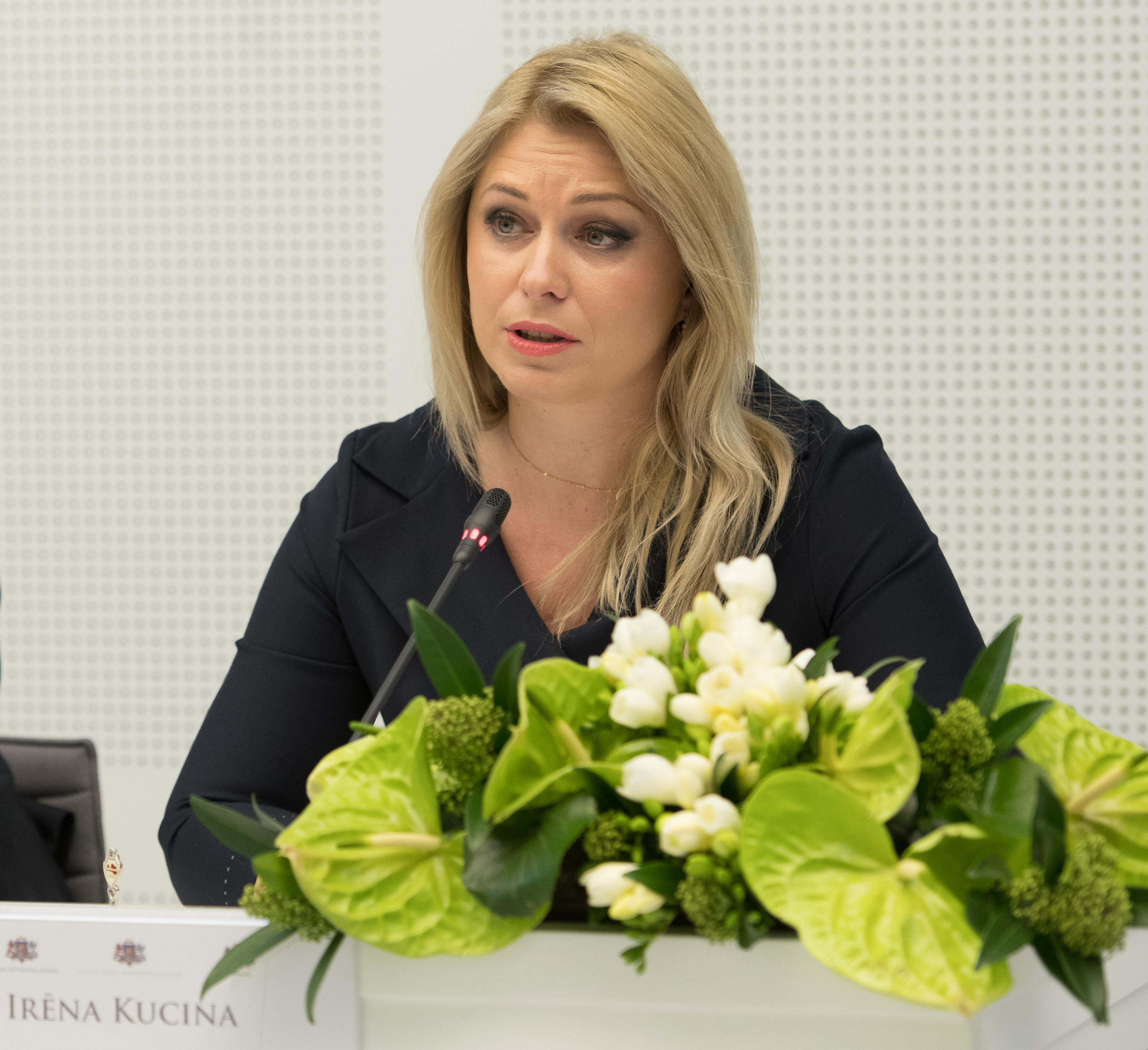
Irēna Kucina (2020)

Irēna Kucina (* 19. März 1981) ist eine lettische Juristin. Seit 2024 ist sie die Präsidentin des lettischen Verfassungsgerichts.

## Leben und Wirken
Kucina studierte Rechtswissenschaften an der Universität Lettlands, wo sie 2007 einen Master-Abschluss erwarb. Bereits kurz vor ihrem Abschluss nahm sie eine Tätigkeit als Dozentin am Lettischen Ausbildungszentrum für Richter auf. Von 2008 bis 2013 war Kucina Dozentin am Lehrstuhl für Internationales und Europäisches Recht der Universität Lettlands. 2011 wurde sie dort mit der Schrift Aspekte der Menschenrechte bei grenzüberschreitender Kindesentführung: Ein Kind zwischen den Eltern und dem Staat zur Dr. iur. promoviert. Anschließend trat sie in den Öffentlichen Dienst Lettlands ein und war zunächst am lettischen Justizministerium tätig. Dort war sie stellvertretende Staatssekretärin für Gerichtsangelegenheiten und arbeitete unter anderem in den Bereichen „Entwicklung der Justizpolitik“ und „Personalwesen“. 2014 erhielt sie den Sonderpreis des Justizministers „Kreativität für ein gerechtes Lettland“ für ihren Beitrag zur Verbesserung der Funktionsweise des Gerichtssystems während ihrer Tätigkeit als Staatssekretärin. 2015 wurde sie mit dem Ehrenzeichen 2. Grades des Justizsystems für besonders bedeutende Beiträge zur Entwicklung des Justizsystems ausgezeichnet. 2016 wurde Kucina zur außerordentlichen Professorin an der Juristischen Fakultät der Universität Lettlands ernannt. Von 2016 bis 2019 war sie die Vertreterin der Republik Lettland vor dem Gerichtshof der Europäischen Union. Von 2019 bis 2021 war sie stellvertretende Leiterin der Präsidialkanzlei sowie Beraterin des Präsidenten für Justiz und EU-Recht.
Neben ihrer Karriere im öffentlichen Dienst betätigte Kucina sich akademisch und ist Autorin zahlreicher wissenschaftlicher Veröffentlichungen in lettischer und englischer Sprache auf den Gebieten des EU-Rechts, des internationalen Privatrechts, der Kinderrechte sowie zu Fragen der künstlichen Intelligenz und der Digitalisierung der Justiz. In ihren jüngsten wissenschaftlichen Veröffentlichungen konzentriert sie sich auf die Beziehungen zwischen nationalen Verfassungsgerichten und dem Gerichtshof der Europäischen Union sowie auf die Problematik der Bedrohungen der Rechtsstaatlichkeit in der Europäischen Union. Darüber hinaus ist sie Mitverfasserin eines Kommentars zum lettischen Zivilprozessgesetz.
Am 9. Dezember 2021 wurde Irēna Kucina zur Richterin des Verfassungsgerichts ernannt. Sie trat ihr Amt am 11. Februar 2022 an. Bereits einen Monat später wurde sie zur Vizepräsidentin des Verfassungsgerichts gewählt. Am 28. November 2024 wurde Irēna Kucina zur Präsidentin des Verfassungsgerichts gewählt. Seit Dezember 2024 vertritt sie Lettland zudem in der Venedig-Kommission.